# Tyurkyakeran
Tyurkyakeran är en ort i Azerbajdzjan.   Den ligger i distriktet Lənkəran Rayonu, i den sydöstra delen av landet, 210 km söder om huvudstaden Baku. Antalet invånare är 1 170.
Terrängen runt Tyurkyakeran är platt åt nordost, men åt sydväst är den kuperad. Runt Tyurkyakeran är det ganska tätbefolkat, med 120 invånare per kvadratkilometer.. Närmaste större samhälle är Lankaran, 7,7 km norr om Tyurkyakeran.
Trakten runt Tyurkyakeran består till största delen av jordbruksmark.